# 유모토촌 (이와테현)
유모토촌(湯本村)은 이와테현 히에누키군에 놓여졌던 촌이다.

## 연혁
- 1889년 4월 1일 - 정촌제 시행에 따라 유모토 촌·난리사와 촌·오바타 촌·가나야 촌·쓰메 촌·고세가와 촌·다이 촌·니메바시 촌·누카즈카 촌·기타유구치 촌의 합계 10개 촌이 합병해 새로운 유모토 촌이 발족.
- 1954년 4월 1일 - 하나마키 정·오타 촌·미야노메 촌·야자와 촌·유구치 촌과 합병해 하나마키 시가 됨.

## 교통
- 일본국유철도 도호쿠 본선:하나마키 공항역